# جعبه جادویی (فیلم)
جعبه جادویی (انگلیسی: The Magic Box) یک فیلم به کارگردانی جان بولتینگ در سبک زندگینامه‌ای و درام است که در سال ۱۹۵۱ منتشر شد.

## بازیگران
- رابرت دونات
- ماریا شل
- رابرت بیتی
- مارگارت رادرفورد
- بری جونز
- برنارد میلز
- بسی لاو
- ادوارد چاپمن
- گلینیس جونز
- هنری ادواردز
- جک هالبرت
- جوان هیکسون
- جان هاوارد دیویس
- جان لانگدن
- جان مک کالوم
- کتلین هریسون
- لارنس الیویه
- لئو گن
- مایکل هوردرن
- میلز مالسون
- پیتر اوستینوف
- رنی اشرسون
- ریچارد اتنبرا
- رابرت فلمینگ
- رولاند کالور
- استنلی هالووی
- ویلیام هارتنل
- ماریوس گورینگ